# 陶驷驹
陶驷驹（1935年4月—2016年4月18日），江苏靖江人。1949年7月加入中国新民主主义青年团。1949年8月参加工作并加入中国共产党。中国共产党第十四届、十五届中央委员会委员。外交学院英语专业毕业。

## 生平
1950年9月，考入上海纺织工学院学习。1951年1月被批准到中央公安干部学校学习。1951年12月至1968年10月，在中华人民共和国公安部工作，先后担任一局（政治安全保卫局）办事员、科员、副科长，其间于1956年至1959年在外交学院学习。“文化大革命”中，受到冲击，被下放公安部“五七”干校劳动。1975年10月，调中国科学院哲学社会科学部工作。1977年11月，调回公安部一局工作。1978年6月，调中央军委工作，担任罗瑞卿办公室秘书。1979年5月，调回公安部工作，历任公安部一局副科长、副处长，一局负责人。1983年7月，任公安部副部长、党组成员。1990年4月，任公安部副部长、党委副书记。1990年11月，任公安部副部长、党委书记。1990年12月，接替王芳任公安部部长、党委书记。1991年3月，兼任中国人民武装警察部队第一政治委员、党委第一书记，1992年被授予人民警察总警监警衔。任内发生公安部副部长李紀周特大贪污受贿案。
1998年3月，第九届全国人民代表大会第一次会议上，他当选为全国人大常务委员会委员、第九届全国人大内务司法委员会副主任委员。2003年3月连任第十届全国人大常委会委员、第十届全国人大内务司法委员会副主任委员。2009年6月，离职休养。
2016年4月18日，陶驷驹在北京病逝。

## 1979年鄧小平訪美的安保人員
邓小平1979年1月28日至2月5日访美，是冷战后中国领导人首次访美，而同年1月1日美國與台灣斷交，中国安全人员如履薄冰，时任开国十大将軍罗瑞卿办公室秘书的陶驷驹亦是负责安全人员之一。陶驷驹1993年對香港传媒說「我曾經有一次擔任過出國的保護任務，隨國家領導人到某個外國，當時就有一個類似三合會的組織，他們就出了800人，出來保護我們國家的領導人……對於任何組織、任何社團，他要搞犯罪活動、搞殺人、放火、搶劫，這我們都堅決反對的……但是他也有改過從善的，他有辦好事的」。
法國國際廣播電台引述知情者，指邓小平访美虽由美国警方负责，但为保万全，中国当局事前与跟台湾有关连的竹联帮负责人联络，一是摸清当地黑社会人士没有受雇伤害邓小平，二是要求对方协助。承诺协助保安的黑社会人士，据闻动员八百人沿途保护。至于是否所有八百人均属竹联帮成员，法國國際廣播電台引述的知情者则不知。

## 1992年「香港黑社會也有愛國的」論
公安部长陶驷驹1992年在北京被多家香港電視台記者圍訪，說「我發現有不少僑團組織，他也可以說有一種社團性質，或者有些人的思維，把他們看成黑社會，其實我看他們也很愛國。」後來這一段發言被廣泛縮短引用為「黑社會也有愛國的」。此言一出，被視為北京向香港黑幫統戰和招安，要他們確保1997年香港順利回歸。香港導演杜琪峰2006年的《黑社會2以和為貴》電影海報副標題及其情節也有「黑社會都有愛國的」。